# Pon Senior Open
Het Pon Senior Open is een golftoernooi dat vanaf 2012 deel uitmaakt van de Europese Senior Tour.
De eerste editie is van 7-9 september 2012 op de WINSTONgolf in Vorbeck, Duitsland. Ben Pon werd in 1947 importeur van Volkswagen. Pon Holdings uit Almere viert het 65-jarig bestaan van het familiebedrijf en zal de eerste drie jaren hoofdsponsor zijn. Het prijzengeld is € 400.000.

## De baan
Vorbeck is een dorp in Noord-Duitsland dat op de uitlopers van de morenen ligt. Het landschap is dus van nature niet vlak en soms grillig. De championship-course wordt de WINSTONopen genoemd, de holes liggen verspreid in een landschap van 200 hectare. Het ontwerp is van ir H. Rengstorf. De baan werd in 2002 geopend.  De lengte vanaf de backtees is 6238 meter. In 2005 werd op de WINSTONopen het Duits Amateurkampioenschap Strokeplay gewonnen door Martin Kaymer.
In 2011 werd nog een 18 holesbaan geopend, deze wordt de WINSTONlinks genoemd.

## Winnaars
| Jaar                    | Winnaar          | Score           | Score           |
| Pon Senior Open         | Pon Senior Open  | Pon Senior Open | Pon Senior Open |
| ----------------------- | ---------------- | --------------- | --------------- |
| 2012                    | Terry Price      | 200             | -16             |
| WINSTONgolf Senior Open |                  |                 |                 |
| 2013                    | Gordon Brand Jr. | 204             | -12             |
| 2014                    | Paul Wesselingh  | 201             | -15             |

## Verslag

### 2012
Er deden 72 spelers mee. Na de eerste ronde stonden twee van hen met -5 aan de leiding: Ross Drummond en Terry Price, 27 spelers stonden na ronde 1 onder par. 
In de 2de ronde bleef Price met het voorlopige toernooirecord van 66 aan de leiding met een totaal van -11. Marc Farry, Bill Longmuir, Glenn Ralph en Gary Wolstenholme maakten ook 66. Peter Mitchell maakte tijdens de 2de ronde een hole-in-one op hole 7 en won een Porsche Panamera. 

In ronde 3 bleef Price aan de leiding, Barry Lane maakte nu een ronde van 66 en deelde daarna de 2de plaats met Marc Farry.

### 2013
Andrew Oldcorn eindigde met een ronde van 61 (-11), de beste ronde in zijn 30-jarige carrière. Toen hij daarmee binnenkwam, liep Gordon Brand Jr nog in de baan. Deze maakte opnieuw 68 en won met slechts 1 slag voorsprong. 

### 2014
Het toernooi eindigde in een play-off tussen Philip Golding, Bernhard Langer en Paul Wesselingh, die op de derde extra hole met een birdie won. Golding won een week later de French Riviera Masters.